# Santo Tomé (Santa Fe)
Santo Tomé – miasto w Argentynie, położone we wschodniej części prowincji Santa Fe.

## Opis
Miejscowość została założona w 1872 roku. W mieście znajduje się węzeł drogowy-RN11 i RN19 i linia kolejowa. Przez miasto przebiega też autostrada AP01 Rosario-Santa Fe.

## Demografia
.